# 蘇州橋駅
蘇州橋駅（そしゅうきょうえき）は中華人民共和国北京市海淀区に位置する北京地下鉄16号線の駅。

## 駅構造

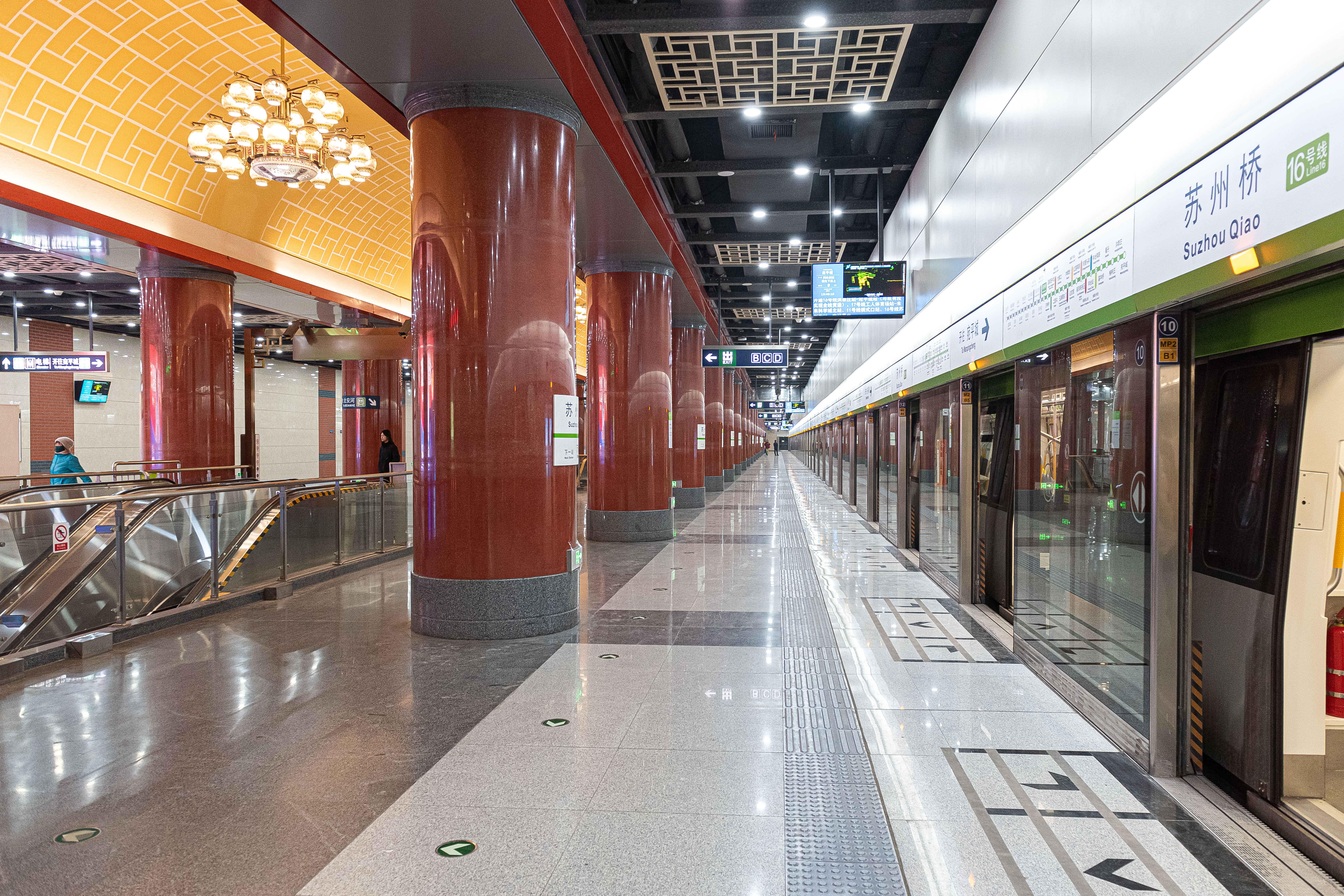
ホーム

単式ホーム2面2線を有する地下駅である。

## 歴史
- 2020年12月31日 - 16号線が開業。[2]
- 2024年12月15日 - 12号線が開業。

## 隣の駅
北京地下鉄
■12号線
長春橋駅 - 蘇州橋駅 - 人民大学駅
■16号線
蘇州街駅 - 蘇州橋駅 - 万寿寺駅